# Hermann Gossler
Hermann Gossler (Hamburgo, 21 de agosto de 1802 – Hamburgo, 10 de maio de 1877) foi um advogado de Hamburgo, senador (1842–1877) e primeiro prefeito e presidente do Senado da cidade livre e hanseática de Hamburgo (ou seja, chefe de Estado e chefe de governo) em 1874. Foi o segundo prefeito em 1870, 1871 e 1873. Durante grande parte de seu mandato como senador e seu primeiro mandato como segundo prefeito, Hamburgo foi um país totalmente soberano, enquanto depois de 1871, o primeiro prefeito como chefe de Estado da República de Hamburgo era igual aos príncipes federais (Bundesfürsten) dentro do Império Alemão. Como senador, ele também serviu como Lorde da Polícia (Polizeiherr), o equivalente a um Ministro da Polícia.
Pertencia à dinastia bancária hanseática Berenberg-Gossler e era filho do banqueiro e senador Johann Heinrich Gossler (1775–1842), co-proprietário do Joh. Berenberg, Gossler & Co e neto de Johann Hinrich Gossler. Seus irmãos Johann Heinrich Gossler (1805–1879) e Wilhelm Gossler continuaram a empresa. Seu sobrinho Johann von Berenberg-Gossler foi conferido ao posto Baronial em 1910.
Hermann Gossler estudou direito na Universidade de Heidelberg e trabalhou como advogado em Hamburgo entre 1826 e 1837. Ele se tornou secretário do Senado (aproximadamente comparável ao sub-secretário de Estado do Parlamento) em 1837. De 1838 a 1842, ele foi Secretarius do Supremo Tribunal. Em 1842, ele foi eleito senador.
Foi pai de Emilie (Emmy) Helene Gossler (1838–1910), casado com o banqueiro Georg Heinrich Kaemmerer.